# Idaea triangulata
Idaea triangulata là một loài bướm đêm trong họ Geometridae.